# Pyrgion
Pyrgion là một chi bướm đêm thuộc họ Erebidae.